# Garissa
Garissa é uma cidade do Quênia situada na antiga província Nordeste, no condado de Garissa, onde é sede. Segundo censo de 2019, havia 5 957 habitantes. A maior parte da população na qual a cidade se localiza é ocupada por clãs somalis. Por sua posição junto ao Tana, é o centro comercial da região e suas indústrias processam alimentos, bebidas, produtos de tabaco e recipientes de plástico. Está a 350 km a leste de Nairóbi e está ligada por estrada com Nairóbi, Mombaça e Alanga Arba. Segundo a Interpol, é também uma das áreas mais seguras da região dos Grandes Lagos Africanos.

## Ataque terrorista
No dia 2 de abril de 2015, Garissa sofreu por um ataque terrorista contra uma universidade, que deixou cerca de 150 mortos, o grupo radical Al-Shabaab reivindicou o atentado, que foi um dos maiores que ocorreu no Quénia.